# Ястшембя (гмина)
Ястшембя (пол. Jastrzębia) — сельская гмина (волость) в Польше, входит как административная единица в Радомский повет, Мазовецкое воеводство. Население — 6347 человек (на 2004 год).

## Демография
| Перепись                       | Всего   | Всего | Женщины | Женщины | Мужчины | Мужчины |
| ------------------------------ | ------- | ----- | ------- | ------- | ------- | ------- |
| Единицы                        | человек | %     | человек | %       | человек | %       |
| Население                      | 6347    | 100   | 3137    | 49,4    | 3210    | 50,6    |
| Плотность населения (чел./км²) | 70,9    | 70,9  | 35      | 35      | 35,9    | 35,9    |

## Сельские округа
1. Бартодзее
2. Броды
3. Домброва-Ястшембска
4. Домброва-Козловска
5. Горынь
6. Ястшембя
7. Козлув
8. Лесюв
9. Левашувка
10. Монкосы-Нове
11. Монкосы-Старе
12. Ольшова
13. Овадув
14. Войцехув
15. Воля-Горыньска
16. Воля-Овадовска
17. Вольска-Домброва
18. Вулька-Лесёвска

## Соседние гмины
1. Гмина Гловачув
2. Гмина Едлиньск
3. Гмина Едльня-Летниско
4. Гмина Пёнки
5. Радом